# Hervé Le Roux
Pour les articles homonymes, voir Le Roux.
Hervé Le Roux, né le 21 août 1956 à Paris et  retrouvé mort le 26 juillet 2017 à son domicile à Poitiers,, est un critique de cinéma, réalisateur et scénariste français.

## Biographie
Hervé Le Roux obtient un doctorat en droit et en sciences économiques après des études à l'Essec. Il travaille pour la mairie de Paris avant de se consacrer au cinéma, sa vraie passion. Dès les années 1980, il collabore aux Cahiers du cinéma. Il participe à la programmation cinéma du festival d'Automne à Paris entre 1984 et 1987.
Avant de se consacrer à ses propres réalisations, il travaille comme assistant sur des films, dont celui d'Alain Bergala, Incognito. Grand Bonheur, son premier long métrage, a fait l'ouverture de la section Cinémas en France au festival de Cannes en 1993. Il brosse le portrait d'un groupe d'étudiants à la sortie de leurs études.
En 1996, il réalise Reprise, un documentaire qui fait référence aux événements de Mai 68. Il tente de retrouver une jeune ouvrière qui refuse de reprendre le travail dans des images filmées par les étudiants de l'Idhec dans La Reprise du travail aux usines Wonder. Ces moments filmés deviendront le symbole de la classe ouvrière qui se révolte, partagée entre une vision réformiste et une vision gauchiste. Il se met à la recherche des protagonistes de ce film trente ans plus tard. Il ne retrouvera pas la jeune femme, mais uniquement les autres. Le film, sorti dans une petite salle de cinéma à Paris, le Saint-André des Arts, suscita de nombreux débats entre les syndicats. Ce documentaire est présenté à la Berlinale en 1997 (section forum) et obtient le grand prix au festival de Belfort, ainsi que le prix Sadoul. Il a été cité comme l'un des plus forts sur le travail, selon Les Inrocks.
Ensuite, Le Roux réalise un court-métrage documentaire Sortis d'usine, sur Renault-Vilvoorde. En 2001, il tente un retour à la fiction avec son film On appelle ça... le printemps, un vaudeville sur un ton burlesque et enlevé avec son égérie Marilyne Canto. Ce film ne rencontre pas le succès.
Tout en essayant de faire un nouveau film, il devient consultant jusqu'en 2016 pour l'association Emergence, aux côtés d'Élisabeth Depardieu, association dont le but est de promouvoir le travail de jeunes réalisateurs sur le parcours de leur premier long-métrage.
Avant de mourir, il travaillait sur un nouveau film, Portrait de madame Manet sur un canapé bleu, produit par Les Films d'ici. Il est retrouvé mort d'une crise cardiaque le 26 juillet 2017 à son domicile de Poitiers où il venait d'emménager. Il est inhumé le 8 août au cimetière de Malakoff (Hauts-de-Seine).

## Filmographie

### Scénariste et réalisateur
- 1993 : Grand Bonheur
- 1996 : Reprise
- 1999 : Sortis d'usine
- 2001 : On appelle ça... le printemps
- 2017 : À quoi pense Madame Manet (sur son canapé bleu) ?